# Anthony Grey, Earl of Harold

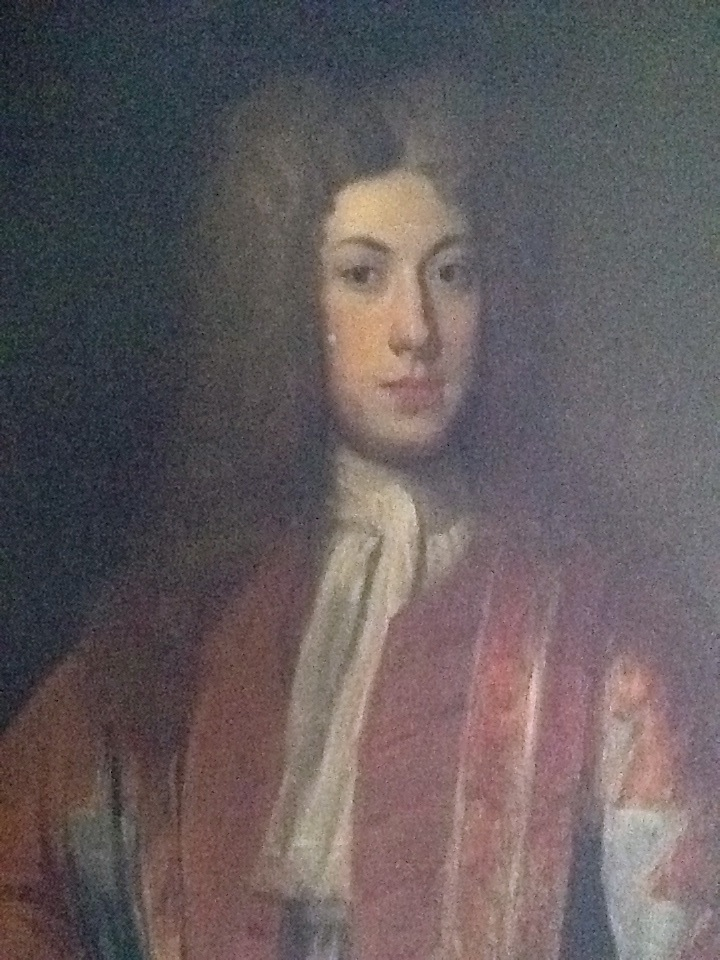
Anthony Grey, Earl of Harold

Anthony Grey, Earl of Harold, 3. Baron Lucas (* 21. Februar 1696; † 21. Juli 1723) war ein britischer Peer, Politiker und Höfling.
Grey war der älteste Sohn des Henry Grey, 1. Duke of Kent aus dessen erster Ehe mit Jemima Crew, Tochter des Thomas Crew, 2. Baron Crew. Als Heir apparent seines Vaters führte er ab 1706 den Höflichkeitstitel Earl of Harold. Am 17. Januar 1718 heiratete er Lady Mary Tufton, Tochter und Teilerbin des Thomas Tufton, 6. Earl of Thanet.
Am 8. November 1718 wurde ihm durch Writ of Acceleration vorzeitig der nachgeordnete Titel seines Vaters als 3. Baron Lucas, of Crudwell in the County of Wiltshire, übertragen, wodurch er noch zu Lebzeiten seines Vaters Mitglied des House of Lords wurde. 1720 erhielt er das Hofamt eines Lord of the Bedchamber für König Georg I.
Er starb 1723 im Alter von 27 Jahren bei einem Unfall – er erstickte, nachdem er eine Gerstenähre verschluckt hatte. Da er keine Kinder hatte, fiel sein Adelstitel an seinen Vater zurück. Seine Witwe heiratete 1736 John Leveson-Gower, 1. Earl Gower.